# Ellettsville
Ellettsville é uma cidade  localizada no estado americano de Indiana, no Condado de Monroe.

## Demografia
Segundo o censo americano de 2000, a sua população era de 5078 habitantes.
Em 2006, foi estimada uma população de 5589, um aumento de 511 (10.1%).

## Geografia
De acordo com o United States Census Bureau tem uma área de
5,6 km², dos quais 5,6 km² cobertos por terra e 0,0 km² cobertos por água.

## Localidades na vizinhança
O diagrama seguinte representa as localidades num raio de 20 km ao redor de Ellettsville.